# GNU
GNU(i/ɡnuː/, 그누)는 운영 체제의 하나이자
컴퓨터 소프트웨어의 모음집이다. GNU는 온전히 자유 소프트웨어로 이루어져 있으며, 그 중 대부분이 GNU 프로젝트의 GPL로 라이선스된다.
GNU는 "GNU's Not Unix!"(GNU는 유닉스가 아니다!)의 재귀 약자이며, 이렇게 선정된 이유는 GNU의 디자인이 유닉스 계열이지만 자유 소프트웨어인 점과 유닉스 코드를 포함하지 않는다는 점에서 차별을 두려는 것이다. GNU 프로젝트에는 운영 체제 커널인 GNU HURD가 들어있는데, 원래 자유 소프트웨어 재단(FSF)에서 거기에 중점을 두고 있었다.
그러나 허드(Hurd) 커널이 아직 산업용으로 사용 가능한 상태가 아니라서, 그 대신 GNU가 아닌 커널(리눅스가 가장 많이 사용된다)을 GNU 소프트웨어와 함께 사용할 수 있다. 현재 GNU와 LINUX를 결합하여 너무나 많이 사용되므로, 이 조합을 짧게 'LINUX'라고 말하는 경우가 많으며, GNU/LINUX라고 부르는 경우는 많지 않다. 삽화에 나와있는 GNU는 생물의 종 이름이다.

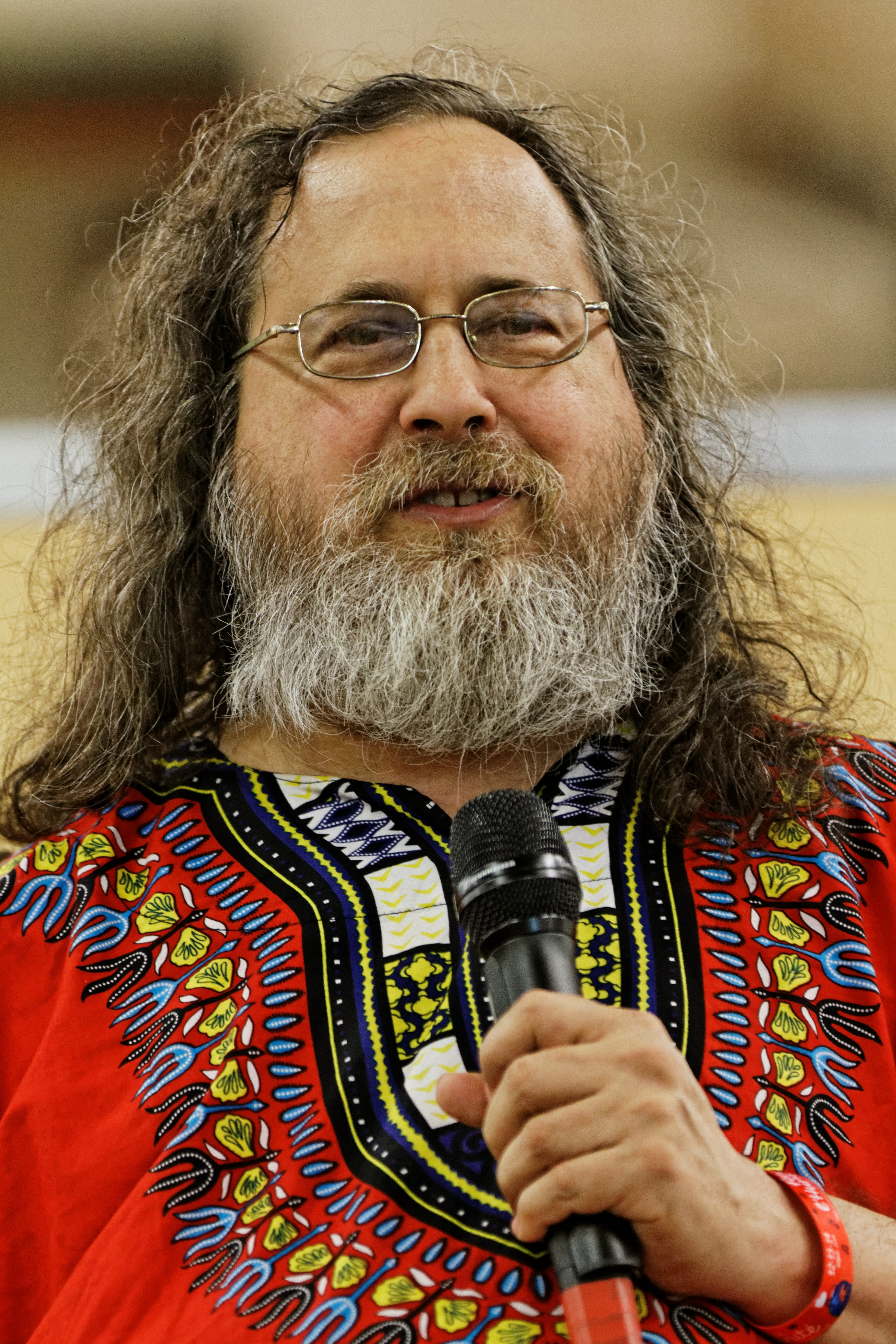
GNU 프로젝트의 설립자 리처드 스톨먼

프로젝트의 창립자 리처드 스톨먼은 GNU를 "사회에 대한 기술적 수단'으로 보았다. 이와 관련해 Lawrence Lessig는 스톨먼의 책 《자유 소프트웨어, 자유 사회》 제2판에서 스톨먼은 소프트웨어의 사회적 관념과 어떻게 자유 소프트웨어가 공동체와 사회 정의를 조성할 수 있는지에 대해 썼다고 언급하였다.

## GNU/리눅스
오늘날 GNU의 안정판은 리눅스 커널이 포함된 GNU 패키지로 구성되어 동작하며 기능적인 유닉스 계열 시스템을 만들어준다. GNU 프로젝트는 이를 GNU/리눅스로 부르며, 제공되는 기능들은 다음과 같다:
- GNU 패키지 (GNU 허드 제외)
- 리눅스 커널
- 비 GNU 프로그램들

### GNU 자유 시스템 배포 가이드라인
GNU 자유 시스템 배포 가이드라인(GNU Free System Distribution Guidelines, GNU FSDG)은 GNU/리눅스 배포판과 같은 설치 가능한 시스템 배포판이 자유적인 특성이 있고 배포판 개발자들이 배포판들을 해당 특성에 맞출 수 있게 도와주는 시스템 배포 약속이다.

## GNU 허드
GNU 프로젝트가 GNU 운영 체제를 완성하는 것이라고 했을 때, 소프트웨어적인 면에서는 자유 소프트웨어의 결과물 카테고리인 자유 소프트웨어 디렉터리에서 보이는 것과 하드웨어적인 면에서는 추구하고 있는 바가 운영 체제의 핵심인 커널 즉, GNU 허드를 만들어 내는 것이라고 할 수 있겠다.
이러한 소프트웨어적인 면과 하드웨어적인 면을 통해 온전한 자유로운 운영 체제를 만드는 것이 GNU 프로젝트의 목표라고 한다면, GNU Hurd는 하드웨어를 통괄 제어하는 GNU 운영 체제의 커널이 되겠다.

## 같이 보기
- GNU 프로젝트
- GNU/리눅스
- GPL
- 자유 소프트웨어
- 유닉스